# Algorta
Algorta är en del av en befolkad plats i Spanien.   Den ligger i provinsen Bizkaia och regionen Baskien, i den norra delen av landet, 300 km norr om huvudstaden Madrid. Algorta ligger 51 meter över havet och antalet invånare är 82 624.
Terrängen runt Algorta är platt åt nordost, men åt sydväst är den kuperad. Havet är nära Algorta åt nordväst.Runt Algorta är det mycket tätbefolkat, med 6 019 invånare per kvadratkilometer. Närmaste större samhälle är Bilbao, 11,8 km sydost om Algorta. Runt Algorta är det i huvudsak tätbebyggt.